# Золотуха
Хвороба мікобактеріальний шийний лімфаденіт, також відоме як золотуха та королівське зло, включає лімфоаденопатію шийних лімфатичних вузлів, пов'язаних з туберкульозом,⁣ а також нетуберкульозними (атиповими) мікобактеріями.

## Захворювання
Золотуха — це термін, який використовується для позначення лімфоаденопатії шиї, як правило, в результаті інфекції в лімфатичних вузлах, відомої як лімфаденіт. Він може бути викликаний туберкульозними або нетуберкульозними мікобактеріями. Близько 95 % випадків золотухи у дорослих викликані Mycobacterium tuberculosis, найчастіше у пацієнтів з ослабленим імунітетом (близько 50 % випадків шийної туберкульозної лімфаденопатії). У дітей з імунодефіцитом золотуха часто викликається атиповими мікобактеріями (Mycobacterium scrofulaceum) та іншими нетуберкульозними мікобактеріями (НТМ). На відміну від дорослих, у дітей тільки 8 % випадків туберкульозу.  З різким зниженням туберкульозу в другій половині 20-го століття, золотуха стала менш поширеною хворобою серед дорослих, але залишилася поширеною для дітей. Проте з появою СНІДу вона знову почала розвиватися і може вражати пацієнтів на всіх стадіях хвороби.

## Ознаки та симптоми
Найпоширенішими ознаками та симптомами є поява хронічного безболісного утворення на шиї, яке є стійким і зазвичай збільшується з часом. Утворення називають «холодним абсцесом», оскільки утворення не має характерного кольору чи температури, а шкіра вище набуває фіолетового (синювато-фіолетового) кольору. Інфекції NTM не виявляють інших помітних конституційних симптомів, але золотуха, викликана туберкульозом, зазвичай супроводжується іншими симптомами захворювання, такими як гарячка, озноб, нездужання та втрата ваги приблизно у 43 % пацієнтів. У міру прогресування ураження шкіра прилипає до новоутворення і може розірватися, утворюючи синус і відкриту рану. Смертельний результат, який спостерігався у деяких пацієнтів у минулі часи, був наслідком сироподібного прояву легенів і пошкоджень King's Evil. Це також було пов'язано з туберкульозом легень.
Шийний лімфаденіт зазвичай викликаний інфекцією мікобактерій в області голови. Ця хвороба дуже суперечлива; випадки можуть мати різні результати лабораторних досліджень. Іноді хвороба може виникнути внаслідок захворювання на туберкульоз. Однак життєво важливо, щоб у кожному конкретному випадку було визначено, є причиною туберкульозні чи нетуберкульозні мікобактерії, оскільки лікування цих двох форм часто відрізняється.

## Діагностика
Діагностика хвороби зазвичай здійснюється за допомогою пункційної біопсії або ексцизійної біопсії новоутворення та гістологічної демонстрації стійких кислотостійких бактерій у разі інфікування M. tuberculosis (фарбування за Цілем–Нільсеном) або посіву NTM із застосуванням специфічного росту та техніки фарбування.

### Патологія
Класична гістологічна картина золотухи характеризується касеозними гранульомами з центральним безклітинним некрозом (касеозний некроз), оточеним гранулематозним запаленням з багатоядерними гігантськими клітинами. Хоча туберкульозний і нетуберкульозний лімфаденіти морфологічно ідентичні, картина дещо відрізняється від інших причин бактеріального лімфаденіту.

## Лікування

### 17 століття
Королівське зло було відоме як поширене захворювання у 17 столітті, і вважалося, що воно спричинене поганим згортанням крові в губчастих органах, таких як щитоподібна залоза та лімфатичні вузли. У трактаті Гіппократа стверджувалося, що Королівське зло було спричинене накопиченням мокротиння, що призвело до дисбалансу чотирьох гуморів тіла (крові, жовчі, лімфи та мокротиння). 
Лікування мікобактеріального шийного лімфаденіту полягало в основному у використанні невеликих розрізів для видалення навколишніх м'яких тканин та/або аномального утворення. До 18 століття багато лікарів вважали, що єдиний спосіб вилікувати хворобу — це доторкнутися до хворого одному із членів королівської родини. І у Франції, і в Англії королі, які, як вважалося, мали успадковану чудодійну силу зцілювати хворобу, торкалися натовпів інфікованих людей. «Доторкання» почалися у Франції під час правління короля Філіпа I (1060—1108) і в Англії під час правління короля Генріха I (1100—1135). Цей акт публічного зцілення могутніми королями та членами королівської родини сприяв появі ще однієї назви захворювання — «королівське зло». Після дотику вельможа дарував хворому ангела на позолоченій монеті, яка мала бути обвішана стрічкою навколо хворого. Це використовувалося як засіб захисту від хвороби. Ця монета могла мати вагу до 5 грамів і вважалася предметом великої цінності.
Королівський дотик і хірургічне видалення були не єдиними методами лікування: ранник вузлуватий (загальна назва: Figwort), який має вузлуваті корені, що нагадують опухлі лімфатичні вузли ураженого, вважався корисним для лікування хвороби, згідно з даними вчення про підписи, — вішанням рослини на шию постраждалого. Насправді ранник містить сполуки, які можуть допомогти зменшити запалення, подразнення та дискомфорт.

### 20 століття до сьогодення
Лікування зазвичай залежить від типу інфекції. Хірургічне видалення золотухи неефективне при інфекціях M. tuberculosis і має високу частоту рецидивів і утворення нориць. Окрім цього, може поширити хворобу на інші органи. Найкращим підходом є традиційне лікування туберкульозу антибіотиками. Коктейльне медикаментозне лікування туберкульозу (і неактивного менінгіту) включає рифампіцин разом з піразинамідом, ізоніазидом, етамбутолом і стрептоміцином («PIERS»). Проте золотуха, викликана NTM, добре реагує на хірургічне втручання, але зазвичай резистентна до антибіотиків.  Уражені вузли можна видалити шляхом повторної аспірації, кюретажу або повного видалення (з ризиком останньої процедури, однак, часто спричиняючи непривабливі рубці, пошкодження лицевого нерва або обидва). 
Існує багато різних терапевтичних методів, зокрема щодо нетуберкульозних мікобактеріальних інфекцій, таких як розріз і дренаж, аспіраційна біопсія та хімієтерапія. Доведено, що всі ці методи дозволяють вилікувати хворобу. Однак різні методи лікування можуть викликати різні побічні ефекти на шляху до одужання. Деякі з цих побічних ефектів включають пошкодження лицьового нерва та рубці. Тому курс лікування підбирається індивідуально для кожного пацієнта з урахуванням його анамнезу, а також тяжкості інфекції.

## Прогноз
При адекватному лікуванні клінічна ремісія становить практично 100 %. При інфекціях НТМ при правильному хірургічному лікуванні клінічна ремісія становить понад 95 %. Рекомендується перевіряти на туберкульоз осіб, які знаходяться в тісному контакті з хворим, наприклад членів сім'ї.

## Історія та етимологія
Термін «шийний» відноситься до шийних лімфатичних вузлів в області шиї; це не пов'язано з шийкою матки. Альтернативна назва золотуха походить від середньовічного латинського scrōfula, зменшуваного від scrōfa, що означає виводок свиноматки, тому що свині повинні були бути предметом скарги, або тому, що вважалося, що лінія підвищених лімфатичних вузлів нагадує живіт свиноматки, яка годує груддю.
На початку Нового часу деякі західноєвропейці  вважали, що королівський дотик, дотик суверена Англії чи Франції, може вилікувати хвороби завдяки божому праву суверенів. Кажуть, що король Англії Генріх VI вилікував ним дівчинку. Тому скрофула була також відома як зло короля. З 1633 року у Книзі спільних молитов англіканської церкви містився опис церемонії для цього, і було традиційно для монарха (короля чи королеви) дарувати доторканій особі монету — зазвичай ангела, золоту монету, вартість якої варіювалася від приблизно 6 шилінгів до приблизно 10 шилінгів. В Англії ця традиція існувала до початку 18 століття і продовжувалася якобітськими претендентами на престол дому Стюартів аж до вимирання — зі смертю претендента Генріха IX. Відомо, що король Франції Генріх IV часто торкався та зцілював до 1500 людей одночасно. Королева Анна доторкнулася до немовляти Семюеля Джонсона в 1712 році, але король Георг I поклав край цій практиці як «надто католицькій».  Королі Франції продовжували цей звичай, доки Людовик XV не припинив його у 18 столітті, хоча він був ще ненадовго відроджений Карлом X у 1825 році.
Лікарі, цілителі та продавці патентних ліків пропонували широкий вибір ліків проти золотухи або королівського зла. З давніх часів високотоксичний важкий метал ртуть, відомий як кіновар, ртуть або каломель, застосовувався у вигляді мазі чи пігулки або вдихався у вигляді пари для лікування шкірних захворювань. Внутрішнє вживання ртуті викликає блювоту та потовиділення, і ці реакції, як вважали, виліковують хворобу. У 1830 році New-York Medical and Physical Journal продовжували рекомендувати ртуть як найкращий засіб від золотухи, стверджуючи, що вона викликає роздратування, яке протидіє хворобі та покращує роботу залоз. Пропонувалися також альтернативні методи лікування. Багато хто відкидав серйозні побічні ефекти ртуті, стверджуючи, що їхні ліки складаються з «натуральних» або «рослинних» інгредієнтів. Запатентовані ліки, такі як сарсапарилла, рекомендували проти золотухи.
Приклади лікування, рекомендовані в період між 17 і 19 століттями, включають наступне:
- Травник Ніколас Калпеппер (1616—1654) стверджував, що лікував свою доньку від золотухи чистотілом і вилікував її за тиждень[15]. За іронією долі, сам Калпеппер пізніше помре від туберкульозу.
- У 18 столітті Елізабет Пірсон, ірландська травниця, запропонувала лікування золотухи за допомогою трав, припарок та екстракту рослини, а в 1815 році сер Джерард Ноель подав петицію до Палати громад, захищаючи її лікування[16].
- У 1768 році англієць Джон Морлі опублікував посібник під назвою «Нарис про природу та лікування скрофулезних розладів, які зазвичай називають Королівським злом». Книга починається з переліку типових симптомів і ознак того, наскільки прогресувала хвороба. Потім він детально описує низку ситуацій, описуючи конкретний випадок пацієнта, різні методи лікування та їхню ефективність. Сорок друге видання вийшло 1824 року.
- Річард Картер, прикордонний цілитель із Кентуккі, рекомендував кілька методів лікування Королівського зла, або золотухи, у своєму домашньому медичному посібнику 1815 року «Цінні рослинні медичні рецепти для лікування всіх нервових і гнильних розладів»[17].
- У 19 столітті в Сполучених Штатах рекламувалися патентовані ліки панацея Свайма для лікування золотухи. Панацея Свайма містила ртуть[18].

У 1924 році французький історик Марк Блок написав книгу про історію королівського дотику: Королівський дотик: Священна монархія та Скрофула в Англії та Франції (оригінал французькою мовою).

## Тематичні дослідження
У молодої здорової жінки протягом 3-х років збільшився двобічний шийний лімфатичний вузол. Пацієнтка була госпіталізована після того, як шкірна проба на туберкульоз дала позитивний результат, а подальше обстеження показало кілька інших збільшених лімфатичних вузлів біля її шиї. У лікарні вона перенесла експлораційну операцію, під час якої вирізали частину передлежачого лімфатичного вузла та дренували ретрофаринк. У дренованій задній частині горлянки росли стійкі до метициліну Staphylococcus epidermidis і Streptococcus mitis. Після цих висновків пацієнтка отримувала пероральний лінезолід протягом десяти днів і антимікробну терапію протягом 14 днів. Коли пацієнтка повернулася на контрольний візит, лімфатичний вузол лише трохи зменшився в розмірах. Через це його довелося повністю зняти з її шиї. Бактеріальне культивування тканини з вирізаного лімфатичного вузла призвело до росту «атипових мікобактерій», які були ідентифіковані за допомогою секвенування гена 16S як Mycobacterium florentinum. Після того, як вона одужала та поїхала додому, понад рік не було повторних ознак того, що інфекція повернулася.